# North Snyderville Basin
North Snyderville Basin és una concentració de població designada pel cens dels Estats Units a l'estat de Utah. Segons el cens del 2000 tenia 1.821 habitants.

## Demografia
Segons el cens del 2000, North Snyderville Basin tenia 1.821 habitants, 690 habitatges, i 436 famílies. La densitat de població era de 42,7 habitants per km².
Dels 690 habitatges en un 32,8% hi vivien nens de menys de 18 anys, en un 55,7% hi vivien parelles casades, en un 5,1% dones solteres, i en un 36,7% no eren unitats familiars. En el 24,8% dels habitatges hi vivien persones soles el 0,6% de les quals corresponia a persones de 65 anys o més que vivien soles. El nombre mitjà de persones vivint en cada habitatge era de 2,64 i el nombre mitjà de persones que vivien en cada família era de 3,25.
Per edats la població es repartia de la següent manera: un 26,6% tenia menys de 18 anys, un 9,8% entre 18 i 24, un 39,8% entre 25 i 44, un 21,7% de 45 a 60 i un 2,1% 65 anys o més.
L'edat mediana era de 32 anys. Per cada 100 dones de 18 o més anys hi havia 112,2 homes.
La renda mediana per habitatge era de 62.891 $ i la renda mediana per família de 83.255 $. Els homes tenien una renda mediana de 42.008 $ mentre que les dones 40.833 $. La renda per capita de la població era de 34.794 $. Entorn de l'1,5% de les famílies i el 3,6% de la població estaven per davall del llindar de pobresa.

## Poblacions més properes
El següent diagrama mostra les poblacions més properes.